# 밀대 (조리 도구)

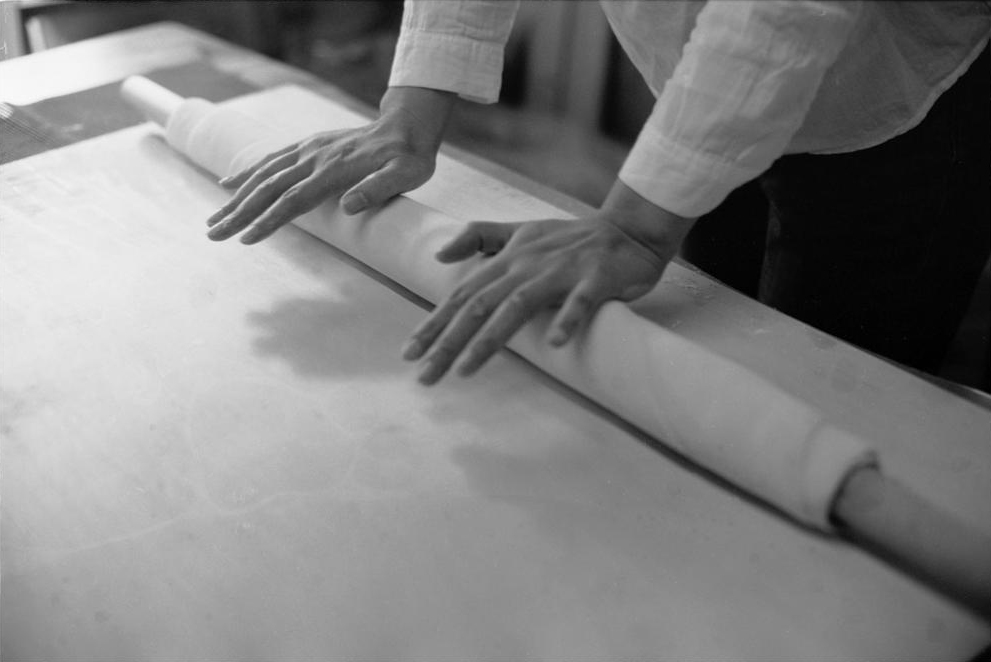
밀대로 우동 반죽을 준비하는 모습.

밀대는 반죽을 평평하게 만들 때에 사용하는 원기둥 모양 조리도구이다. 면봉(麵棒), 롤링핀(rolling pin), 홍두깨 등으로도 불린다.

## 같이 보기
- 반대기